# Calamodes marina
Calamodes marina är en fjärilsart som beskrevs av Lestout 1943. Calamodes marina ingår i släktet Calamodes och familjen mätare. Inga underarter finns listade i Catalogue of Life.